# Bouche fermée
Bouche fermée - to rodzaj śpiewu bez słów. Śpiew ten wykonuje się z zamkniętymi ustami bądź też z zaciśniętymi zębami. Dzięki temu można uzyskać efekt o stłumionym brzmieniu dźwięku.